# Aeroportul Zhangjiajie Hehua
Aeroportul Zhangjiajie Hehua (IATA: DYG, ICAO: ZGDY) este un aeroport din Zhangjiajie⁠(d), Hunan, Republica Populară Chineză ce deservește zona Zhangjiajie⁠(d). Aeroportul a fost tranzitat în 2022 de 373.392 de pasageri. A fost numit după zona deservită.
Aeroportul dispune de o singură pistă.